# Girapoggio
Il girapoggio è una sistemazione agraria (sistemazioni di colle) del terreno che consiste nello scavare le scoline (fossi di scolo) lungo le curve di livello delle colline allo scopo di raccogliere le acque di precipitazione piovosa e condurle in un fosso aperto lungo la linea di massima pendenza. Ha lo scopo di limitare il fenomeno dell'erosione, in quanto limita il ruscellamento.

## Caratteristiche
Tra le forme di sistemazione dei terreni di collina è la più efficiente dal punto di vista idraulico, in quanto i fossi, perpendicolari alla massima pendenza, limitano l'erosione.

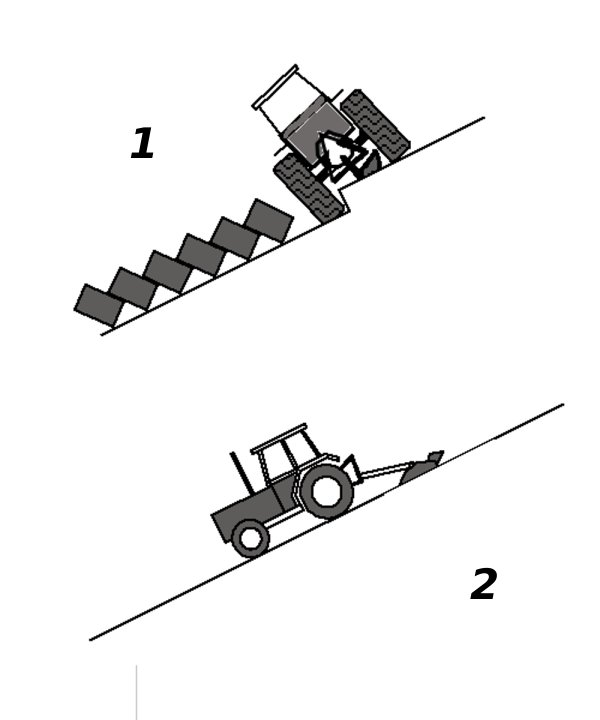
Aratura su terreni declivi
1. In quota
2. A rittochino

Di contro la forma dei campi, seguendo le linee di livello, risulta irregolare ed ostacola le lavorazioni meccaniche. Inoltre le macchine operatrici, dove i fossi sono più ravvicinati, dovrebbero muoversi trasversalmente al pendio, con gravi rischi di ribaltamento.
Riversando le acque in fossi perpendicolari, se la distanza tra questi è eccessiva la forza delle acque diviene incontrollabile, e i danni dell'erosione diventano gravi. Per versanti dalle pendenze più irregolari i coltivatori delle aree di collina, in particolare di quelle toscane, elaborarono sistemi più complessi come il cavalcapoggio, il rittochino e la sistemazione "a spina".
Il grande centro di perfezionamento delle forme di modellamento dei campi in collina fu l'azienda Meleto, tra Empoli e Castelfiorentino, del Marchese Cosimo Ridolfi, dove il fattore, nelle aziende toscane figura capitale, aveva sperimentato delle forme di sistemazione che il giovane marchese perfezionò sul piano concettuale. Per sottolineare l'importanza di Meleto nella storia dell'agricoltura italiana basta ricordare che nel 1840 Ridolfi vi creava una scuola di agraria, preludio della a "scuola superiore di Agraria" che il Granduca lo avrebbe incaricato di fondare a Pisa.
A "Meleto" la procedura di sistemazione più ampiamente adottata sarebbe stata quella "a spina", di esecuzione più complessa del girapoggio, ma tale da potersi adattare anche a campi dalla pendenza irregolare e dove il disordine delle acque avesse già prodotto gravi danni.
Il maggior ostacolo alla conservazione delle antiche sistemazioni collinari è la loro incapacità di adattarsi  alla meccanizzazione agricola fondata su grandi trattori e grandi mietitrebbie. Per contro il paesaggio agrario toscano, così come lo conosciamo e che ha un grande valore storico e culturale è legato a queste tecniche antiche, che sono  rimaste confinate quasi esclusivamente a qualche vigneto più tradizionale.
Merito del grande studioso Emilio Sereni è quello di avere additato la ricchissima messe di dati iconografici della pittura per interpretare l'evoluzione del paesaggio.. Già in Mantegna nelle Storie di San Giorgio (chiesa degli Eremitani a Padova) si vede un uso delle coltivazioni in pendio che assicurava il rispetto dell'ambiente e del grande pericolo  delle frane. In questo senso il girapoggio ha trovato degli antecedenti nella sistemazione agraria dei secoli precedenti, in particolare nella funzione avuta dalle strade e dai camminamenti protetti da muriccioli che appunto "giravano il poggio".
Questi concetti sono stati ripresi dallo Statuto del territorio della Provincia di Firenze che dispone, appunto la conservazione degli antichi viottoli e, dove possibile, delle antiche sistemazioni, anche in areali ridotti.